# Хайпудырская губа
Хайпуды́рская губа — мелководный залив на юго-востоке Печорского моря у побережья Ненецкого автономного округа.
Длина губы 46 км, ширина у входа около 15 км, в средней части — около 33 км. При этом глубина на бо́льшей части не превышает 1-2 м.
Берега — Большеземельская тундра с вечной мерзлотой. Западные берега высокие и обрывистые, восточные, наоборот — низкие, с отмелями. От Хайпудырской губы к устью Цильмы протягивается возвышенность Земляной хребет.
Приливы в заливе полусуточные, высота до 1 м.
В губе развито рыболовство (треска и прочие виды северных морских рыб), а также промысел белухи и тюленя.
В Хайпудырскую губу впадают реки Море-Ю, Коротаиха.